# Regimento de Lanceiros N.º 2

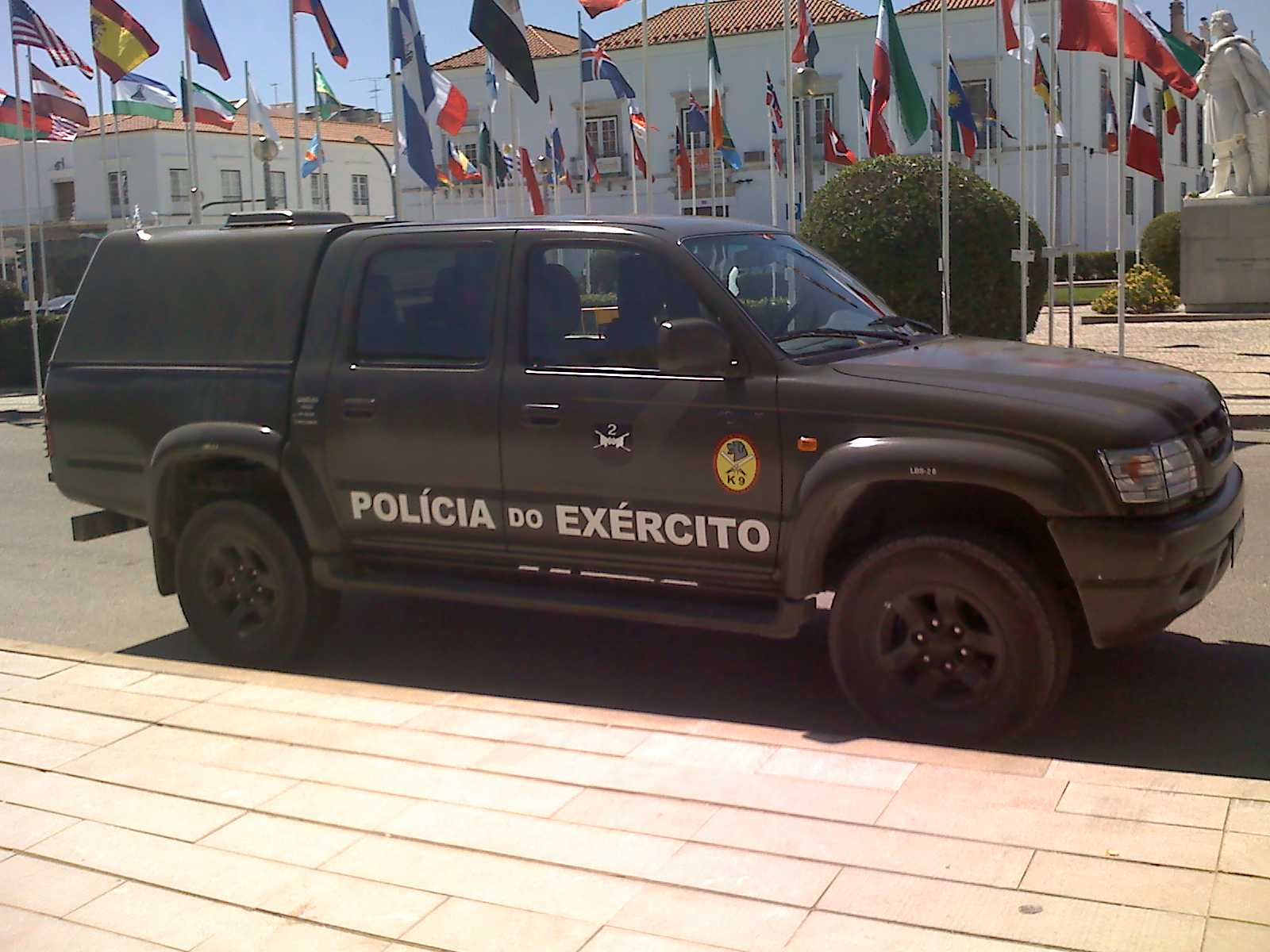
Toyota Land Cruiser das equipas cinotécnicas da Polícia do Exército.

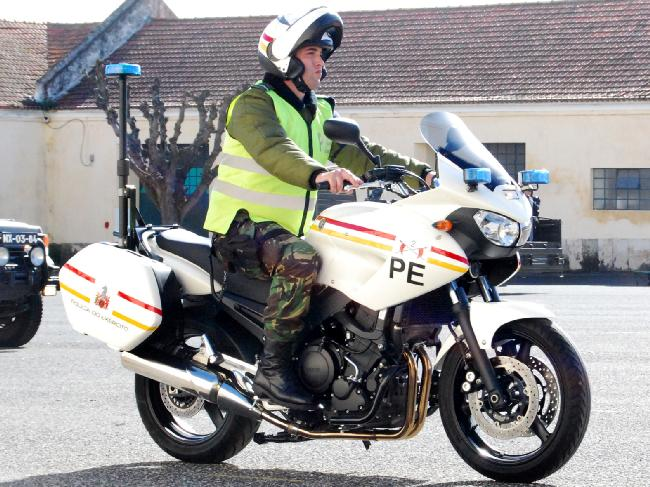
Batedor motociclista do Regimento de Lanceiros N.º 2.

O Regimento de Lanceiros N.º 2 (RL2) MHA é uma unidade da Estrutura Base do Exército Português, desde 1833 aquartelada no Quartel da Guarda de Corpo, tendo o seu Edifício de Comando mandado construir pelo Marquês de Pombal, na Ajuda em Lisboa, e é responsável pela organização, treino e manutenção das unidades operacionais de Polícia do Exército.
Desde 1 de Julho de 2015, o RL2 foi transferido para a Amadora. Foi ocupar as antigas instalações do antigo Regimento de Comandos.

## História
O RL2 tem origem no Regimento de Lanceiros da Rainha, criado em 1833 pelo Exército Constitucionalista durante as Guerras Liberais. A ideia da criação do regimento veio da observação do sucesso obtido pelas tropas de lanceiros nas Guerras Napoleónicas. Desde a sua criação, o regimento tornou-se uma unidade de elite, responsável pela escolta real, sendo a maioria dos seus oficiais pertencente à aristocracia.
Pela organização do Exército de 1834, foram criados dois regimentos de lanceiros, o segundo dos quais teve as seguintes denominações ao longo da sua história:
1834 - Regimento de Cavalaria N.º 2 de Lanceiros;
1844 - Regimento de Cavalaria N.º 2 de Lanceiros da Rainha;
1884 - Regimento de Cavalaria N.º 2;
1888 - Regimento de Cavalaria N.º 2 do Príncipe D. Carlos;
1890 - Regimento de Cavalaria N.º 2 de Lanceiros d'El-Rei;
1911 - Regimento de Cavalaria N.º 2;
1948 - Regimento de Lanceiros N.º 2;
1975 - Regimento de Polícia Militar;
1976 - Regimento de Lanceiros de Lisboa;
1993 - Regimento de Lanceiros N.º 2.
O Regimento de Lanceiros N.º 2 é, também, o herdeiros das tradições das seguintes, antigas unidades do Exército Português:
- Regimento de Cavalaria N.º 1, criado em 1717 como Regimento de Cavalaria de Alcântara e extinto em 1834;
- Regimento de Cavalaria N.º 2, criado em 1754 como Regimento de Cavalaria da Praça de Moura e extinto em 1834;
- Regimento de Cavalaria N.º 7, criado em 1715 como Regimento de Cavalaria do Cais e extinto em 1975.

É com o eclodir da guerra civil, no século XIX, que aparecem os lanceiros em Portugal, através da criação do Regimento de Lanceiros da Rainha — Ordem do Dia de 7 de Fevereiro 1833, no QG Imperial do Porto.
De início, esta unidade foi essencialmente constituída por estrangeiros, sobretudo ingleses, a soldo do Exército Liberal. Durante a Guerra Civil, o Regimento revelou uma conduta brilhante, participando nos combates de Valongo, Campanhã, São Mamede, Contomil, Leiria, Rilvas, São Brás, Ponte Pedrinha e Ribeira de Arade, e nas Batalhas de Pernes, Almoster — onde a sua famosa carga decidiu o desenlace da batalha — e Asseiceira, merecendo vários elogios, donde se destacam os proferidos pelos Duques de Saldanha e da Terceira.
Após a vitória do Exército Liberal, com a reorganização do Exército de 1834, o Regimento viu a sua designação ser alterada para "Regimento de Cavalaria N.º 2", embora tenha continuado a usar a lança como arma, instalando-se definitivamente em Lisboa, no quartel onde ainda hoje se encontra e que até então fora ocupado pelo Regimento de Cavalaria N.º 2 (Miguelista), extinto pela mesma reorganização.
Em Dezembro de 1835, com o objectivo de ajudar a causa liberal espanhola, dois Esquadrões do Regimento são integrados na Divisão Auxiliar a Espanha, comandados pelo distinto e futuro comandante do Regimento, D. Carlos de Mascarenhas, tendo brilhado mais uma vez nas operações de Val de La Casa, Arlabam, Peña Cerrada — Salvatierra —, Zembrana, Concha e principalmente
Armiñon.
Em 22 de Setembro de 1884, o Regimento insubordinou-se e, consequentemente, foi extinto em 27 do mesmo mês — Ordem do Exército N.º 16 de Setembro de 1884.
A 1 de Outubro de 1884, é recriado o Regimento de Cavalaria, fazendo uso do mesmo N.º 2, armas e instalações — OE N.º 17 de 1 de Outubro de 1884.
Em 1888, D. Luís I ordenou que o Regimento passasse a designar-se por Regimento de Cavalaria N.º 2 do Príncipe D. Carlos, numa homenagem ao príncipe herdeiro, facto este que, com a subida daquele ao trono, levou a que dois anos mais tarde se alterasse de novo a designação para Regimento de Cavalaria N.º 2 - Lanceiros D’El-Rei.
O despertar colonial nos finais do século XIX e as ameaças às nossas colónias, obrigaram ao envio de forças do Regimento em expedições à Índia em 1896 e a Moçambique em 1901.
Com a implantação da República em 1910, apesar de ser então considerado o Regimento mais aristocrático do País, e de durante a Revolução se ter batido ao lado das forças monárquicas, a Unidade não foi extinta, tendo apenas voltado à designação de Regimento de Cavalaria N.º 2, com a reforma do Exército de 1911.
Eclodir da I Guerra Mundial e a posterior entrada de Portugal no conflito, mobilizou um grupo de Esquadrões deste Regimento que viriam a integrar o corpo expedicionário enviado à Flandres. O Ministro da Guerra louvou a força “pela forma correta e reveladora do notável zelo com que se apresentaram”. A imposição das circunstâncias do teatro de operações, obrigou à renúncia do tradicional emprego com subunidades montadas, o que não impediu que na Guerra de Trincheiras, os homens deste Regimento brilhassem uma vez mais.
Até à Primeira Guerra Mundial, o regimento manteve o uso da lança como arma de combate, passando a partir daí a usá-la apenas como arma cerimonial.
Durante a década de 1940, com a dotação de novos equipamentos motorizados, o regimento deixa de ser uma unidade hipomóvel e evolui no sentido de se constituir como unidade blindada de reconhecimento, equipando-se inicialmente com a autometralhadora Humber, e já na década de 1950, com carros de combate ligeiros M5 Stuart.
Em 1948 o Regimento readquire o direito de ter na sua denominação oficial a menção da sua arma tradicional, passando a intitular-se Regimento de Lanceiros N.º 2.
Com a criação da Polícia Militar em 1953, sendo a sua missão atribuída ao regimento, cumulativamente com as tradicionais da arma, iniciou-se por essa altura, com a constituição de uma companhia de Polícia Militar, um serviço que se estende até aos nossos dias, e que gradualmente foi vinculando o regimento à específica missão da Polícia Militar. Neste âmbito, durante as campanhas do Ultramar de 1961 a 1975, sessenta e sete Companhias de Polícia Militar a cinquenta e quatro Pelotões de Polícia Militar, num total de cerca de oito mil homens foram mobilizados para as diferentes Províncias Ultramarinas, muito contribuindo para os êxitos alcançados pelo Exército Português, prestando inegáveis e prestigiosos serviços que honraram as tradições do Regimento.
Disso são testemunho os seus mortos e feridos em campanha, as referências elogiosas, os vários louvores e a condecoração da Companhia de Polícia Militar N.º 8247 com a Medalha de Ouro de Serviços Distintos com Palma.
Antes da existência de polícia especialmente vocacionada para o controlo de multidões, essa missão era assegurada pela Polícia Militar, em eleições ou em visitas de Estado.
Na sequência da Revolução de 25 de abril de 1974, na qual foi o último a apresentar a sua rendição, o regimento vive uma fase de instabilidade, a que, tal como em outras ocasiões anteriores, não será alheia a sua localização geográfica, próximo dos centros de poder. A sua designação, inclusivamente, volta a ser alterada em 1 de Abril de 1975 para "Regimento de Polícia Militar".
Regresso à estabilidade, a partir de 25 de Novembro de 1975, permitem que a 9 de Fevereiro de 1976 a especialidade de Polícia Militar se passe a designar por Polícia do Exército, com a consequente alteração do nome do Regimento, para Regimento de Lanceiros de Lisboa, tomando o nome da cidade onde está aquartelado há século e meio. Finalmente, na reorganização do Exército de 1993, a sua designação regressa à forma numérica tradicional, voltando a ser o Regimento de Lanceiros N.º 2.
No decurso da participação nas missões internacionais de apoio à paz na década de 1990, o Regimento de Lanceiros N.° 2 apronta subunidades para integrarem forças nacionais destacadas, nomeadamente para a Bósnia Herzegovina (1998/99- 1 Pelotao PE integrado no Agrupamento Alfa/SFORII), Kosovo (1999/2000- 1 Esquadrão PE integrado no Agrupamento Bravo/BAI/KFOR) e Timor-Leste (2001- 2 Pelotões PE integrados nos 1. e 2. Batalhões de Infantaria/BLI/UNTAET).
Em 2012, o Regimento de Lanceiros n.°2 apronta e projecta uma Companhia de Force Protection, integrando forças do Corpo de Fuzileiros e de Polícia do Exército, com destino ao Teatro de Operações do Afeganistão, sendo responsável pela segurança e controlo de acessos ao Aeroporto de Kabul.
Em 2012, no âmbito dos compromissos assumidos internacionalmente, o regimento apronta uma Companhia de Polícia Militar (Military Police Company, abreviado MP Coy), para se constituir como NATO Response Force no período de stand-by de 2013, a MP Coy/NRF 2013.
A 11 de Dezembro de 2008 foi feito Membro-Honorário da Ordem Militar de São Bento de Avis.
A 1 de Julho de 2015, abandona definitivamente as suas instalações na Calçada da Ajuda, em Lisboa e ocupa as antigas instalações do antigo Regimento de Comandos na Amadora.